# Dulce Nombre de Maria Cathedral Basilica

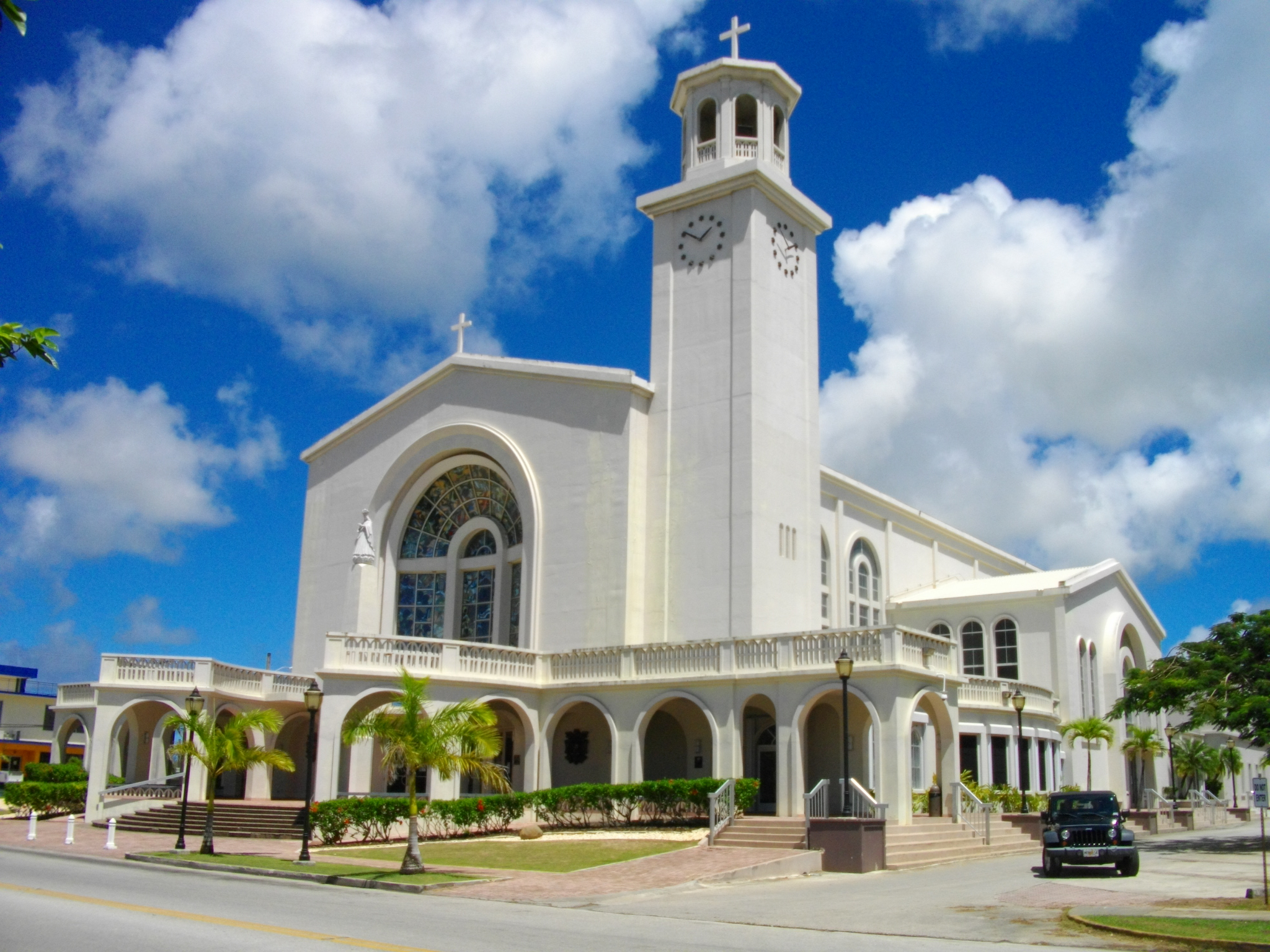
Nordwestansicht der Kathedralbasilika

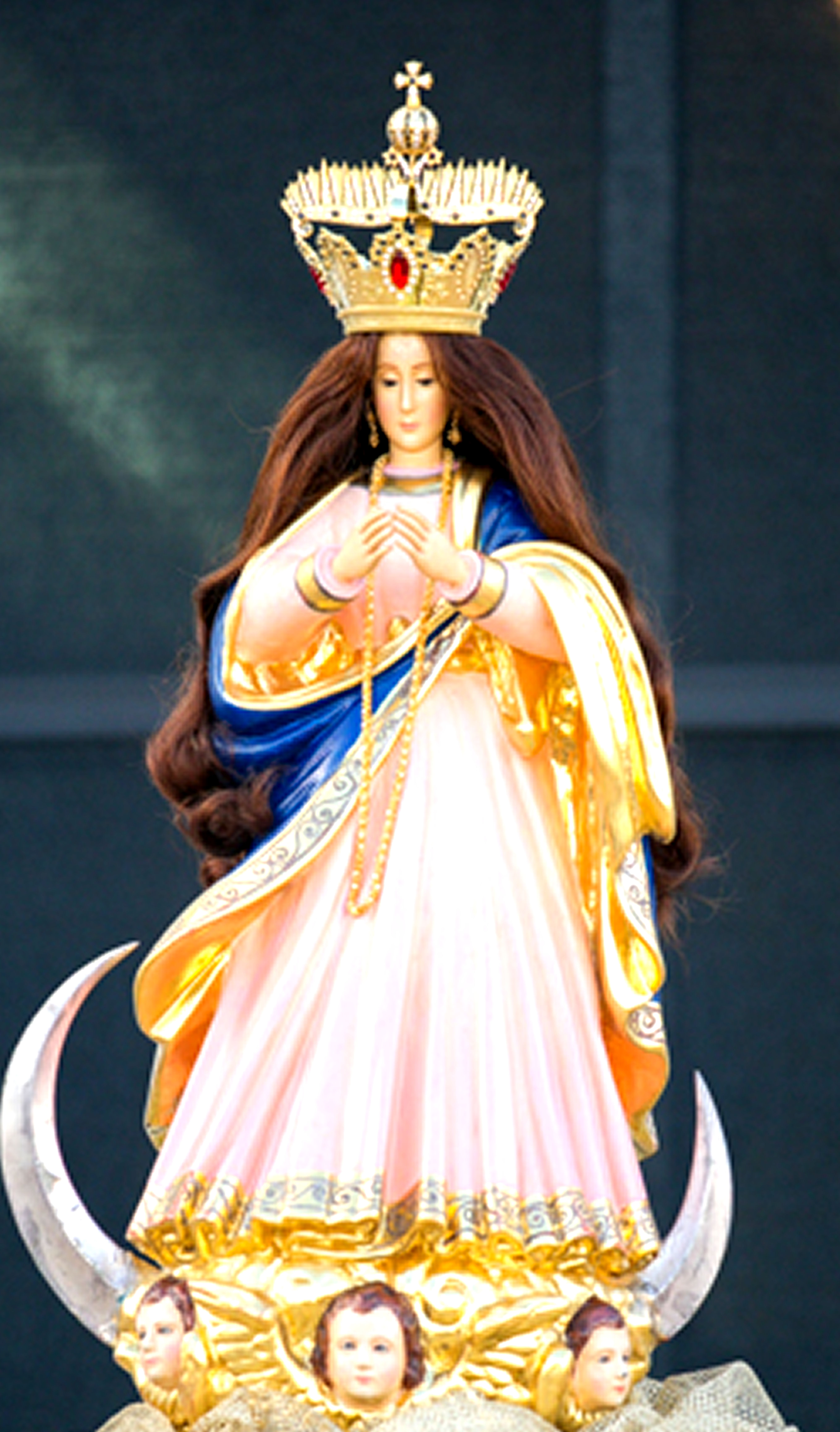
Santa Marian Kamalen

Dulce Nombre de Maria Cathedral Basilica (deutsch Kathedralbasilika Mariä Namen) ist eine römisch-katholische Kathedrale in Hagåtña auf Guam und Sitz des Erzbischofs von Agaña. Sie ist dem Patrozinium Mariä Namen gewidmet und steht auf dem Gelände, auf dem die erste katholische Kirche von Guam im Jahre 1669 unter der Leitung von Pater San Vitores gebaut wurde, sie ist ein bekanntes Wahrzeichen in der Innenstadt von Hagåtña.

## Vorgeschichte
Der Vorläufer der heutigen Basilika war eine Kapelle, die aus groben Stämmen und Nipa-Stroh gebaut worden war, welches im Umfeld der Plaza de España angebaut wurde. Die Kirche war das Zentrum, um das die Verwaltungsgebäude errichtet wurden. Erbaut unter der Leitung von Padre Diego Luís de San Vitores, mit Unterstützung der Chamorros von Hagåtña, wurde es am 2. Februar 1669 geweiht. Die spanische Königin Maria Anna spendete 300 Pesos und der Häuptling Quipuha von Hagåtña trug das Land bei. Im Jahre 1699 wurde ein dauerhaftes Gebäude errichtet. Erbaut wurde es mit Korallensteinen in der Technik des Natursteinmauerwerks. Sie wurde bei der Erhöhung zur Kathedrale wegen der Schaffung des Apostolisches Vikariat Guam 1911 erweitert. Der Innenausbau wie Wände, Decken und Fußböden war aus Holz. Ein Fresko an der Rückwand zeigte die Himmelfahrt der Gesegneten Jungfrau Maria. Die einheimischen Chamorro beschädigten die Kirche im Rahmen ihrer Unabhängigkeitsbestrebung gegen die Spanier wiederholt, Naturkatastrophen taten ein weiteres. Diese ursprüngliche Kathedrale wurde bei der Bombardierung während der Wiedereroberung von Guam beschädigt und aufgegeben.

## Kathedralbasilika
Der Bau der heutigen Kathedrale begann 1955 und wurde bis 1958 fertig gestellt. Dieses moderne Gebäude besitzt einen Glockenturm an der Nordwestecke und ist eines der berühmtesten Bauwerke von Guam. Die Basilika beherbergt die Statue der Santa Marian Kamalen, Schutzpatronin von Guam, die im 16. Jahrhundert von einem Fischer schwimmend gefunden wurde.
Die Kathedrale wurde von Papst Johannes Paul II. am 22. Februar 1981 besucht und erhielt durch ihn am 25. März 1985 zusätzlich den Titel einer Basilica minor.